# Hoofdklasse schaken 1946/47
In het Hoofdklasse-seizoen 1946/47 werd gestreden door 28 teams verdeeld over vier regionale divisies om het landskampioenschap van Nederland. In de reguliere competitie werden het VAS, de NRSV, Philidor en de Philips Schaakclub kampioen. In de finaleronde wist het VAS beslag te leggen op de landstitel.

## Eindstanden reguliere competitie[1]

### Groep West-Noord
| # | Team         | MP | BP  | 1  | 2  | 3  | 4  | 5  | 6  | 7  |
| - | ------------ | -- | --- | -- | -- | -- | -- | -- | -- | -- |
| 1 | VAS          | 10 | 41  | -- | 6½ | 7  | 4½ | 7  | 6  | 8  |
| 2 | ASC          | 9  | 31½ | 3½ | -- | 6  | 6  | 5½ | 5½ | 5  |
| 3 | VVGA         | 8  | 30½ | 3  | 4  | -- | 5½ | 5½ | 5½ | 7  |
| 4 | Haarl. S. G. | 7  | 33½ | 5½ | 4  | 4½ | -- | 8½ | 6  | 5  |
| 5 | Max Euwe     | 4  | 26  | 3  | 4½ | 4½ | 1½ | -- | 7  | 5½ |
| 6 | V.V.V.       | 2  | 24  | 2  | 4½ | 4½ | 4  | 3  | -- | 6  |
| 7 | DD II        | 2  | 23½ | 2  | 5  | 3  | 5  | 4½ | 4  | -- |

DD II won beide wedstrijden van Schaakclub Het Westen (Amsterdam) en handhaafde zich.

### Groep West-Zuid
| # | Team         | MP | BP  | 1  | 2  | 3  | 4  | 5  | 6  | 7  |
| - | ------------ | -- | --- | -- | -- | -- | -- | -- | -- | -- |
| 1 | NRSV         | 9  | 33  | -- | 5½ | 3½ | 5  | 6½ | 6½ | 6  |
| 2 | DD 1         | 8  | 37  | 4½ | -- | 7½ | 7  | 8  | 4½ | 5½ |
| 3 | Spangen      | 8  | 32  | 6½ | 2½ | -- | 5½ | 3  | 8  | 6½ |
| 4 | Kralingen    | 6  | 29½ | 5  | 3  | 4½ | -- | 6  | 6  | 5  |
| 5 | Het Centrum  | 4  | 27  | 3½ | 2  | 7  | 4  | -- | 4½ | 6  |
| 6 | LSG          | 4  | 22  | 3½ | 5½ | 2  | 4  | 5½ | -- | 2  |
| 7 | H. Chr. S.V. | 3  | 29  | 4  | 4½ | 3½ | 5  | 4  | 8  | -- |

De Residentie Schaakclub wist beide wedstrijden van de Haagsche Christelijke Schaakvereniging te winnen en promoveerde.

### Groep Centrum
| # | Team        | MP | BP  | 1  | 2  | 3  | 4  | 5  | 6  | 7  |
| - | ----------- | -- | --- | -- | -- | -- | -- | -- | -- | -- |
| 1 | Philidor    | 10 | 38½ | -- | 8  | 6½ | 4  | 6  | 7  | 7  |
| 2 | Utrecht     | 10 | 38  | 2  | -- | 7  | 8  | 6  | 6½ | 8½ |
| 3 | Hilv. S. G. | 8  | 35½ | 3½ | 3  | -- | 6½ | 6  | 8½ | 8  |
| 4 | Buss. S. G. | 7  | 32½ | 6  | 2  | 3½ | -- | 5  | 7½ | 8½ |
| 5 | Staunton    | 3  | 25  | 4  | 4  | 4  | 5  | -- | ?  | 8  |
| 6 | De Dom      | 1  | 15½ | 3  | 3½ | 1½ | 2½ | ?  | -- | 5  |
| 7 | Amersfoort  | 1  | 15  | 3  | 1½ | 2  | 1½ | 2  | 5  | -- |

Schaakgenootschap Amersfoort handhaafde zich door beide wedstrijden van het Apeldoorns Schaakgenootschap te winnen.

### Groep Zuid
| # | Team       | MP | BP  | 1  | 2  | 3  | 4  | 5  | 6  | 7  |
| - | ---------- | -- | --- | -- | -- | -- | -- | -- | -- | -- |
| 1 | Philips    | 10 | 38½ | -- | 5½ | 9  | 4  | 6½ | 7  | 6½ |
| 2 | Eindhoven  | 8  | 34½ | 4½ | -- | 4½ | 7  | 6  | 7  | 5½ |
| 3 | Middelburg | 7  | 29  | 1  | 5½ | -- | 5  | 4½ | 6  | 7  |
| 4 | De Pion    | 5  | 29  | 6  | 3  | 5  | -- | 4½ | 6  | 4½ |
| 5 | Heerlen    | 5  | 27½ | 3½ | 4  | 5½ | 5½ | -- | 4  | 5  |
| 6 | Maastricht | 4  | 26½ | 3  | 3  | 4  | 4  | 6  | -- | 6½ |
| 7 | Den Bosch  | 3  | 25  | 3½ | 4½ | 3  | 5½ | 5  | 3½ | -- |

In de wedstrijden om promotie- en degradatie wonnen zowel Den Bosch als Breda één wedstrijd. Er moest een beslissingswedstrijd worden gespeeld. Omdat Breda echter niet kwam opdagen op de vastgestelde data handhaafde Den Bosch zich.

### Legenda
|  | Kwalificatie voor finaleronde |
|  | Play-off om degradatie        |

## Finaleronde om het landskampioenschap
De winnaars van de regionale divisies namen het in een finaleronde tegen elkaar op om het landskampioenschap. Het Vereenigd Amsterdamsch Schaakgenootschap wist alle drie de concurrenten te verslaan en legde beslag op de landstitel.
| # | Team     | MP | BP  | 1  | 2  | 3  | 4  |
| - | -------- | -- | --- | -- | -- | -- | -- |
| 1 | VAS      | 6  | 19  | -- | 5½ | 6½ | 7½ |
| 2 | NRSV     | 4  | 16½ | 4½ | -- | 6  | 6  |
| 3 | Philidor | 0  | 7½  | 3½ | 4  | -- | ?? |
| 4 | Philips  | 0  | 6½  | 2½ | 4  | ?? | -- |

Eerste klasse

1920/21 · 1921/22 · 1922/23 · 1923/24 · 1924/25 · 1925/26 · 1926/27 · 1927/28 · 1928/29 · 1929/30 · 1930/31 · 1931/32 · 1932/33 · 1933/34 · 1934/35 · 1935/36 · 1936/37 · 1937/38 · 1938/39 · 1939/40 · 1940/41 · 1941/42
Hoofdklasse

1942/43 · 1943/44 · 1944/45 · 1945/46 · 1946/47 · 1947/48 · 
1948/49 · 1949/50 · 1950/51 · 1951/52 · 1952/53 · 1953/54 · 1954/55 · 1955/56 · 1956/57 · 1957/58 · 1958/59 · 1959/60 · 1960/61 · 1961/62 · 1962/63 · 1963/64 · 1964/65 · 1965/66 · 1966/67 · 1967/68 · 1968/69 · 1969/70 · 1970/71 · 1971/72 · 1972/73 · 1973/74 · 1974/75 · 1975/76 · 1976/77 · 1977/78 · 1978/79 · 1979/80 · 1980/81 · 1981/82 · 1982/83 · 1983/84 · 1984/85 · 1985/86 · 1986/87 · 1987/88 · 1988/89 · 1990/91 · 1991/92 · 1992/93 · 1993/94 · 1994/95 · 1995/96
Meesterklasse

1996/97 · 1997/98 · 1998/99 · 1999/00 · 2000/01 · 2001/02 · 2002/03 · 2003/04 · 2004/05 · 2005/06 · 2006/07 · 2007/08 · 2008/09 · 2009/10 · 2010/11 · 2011/12 · 2012/13 · 2013/14 · 2014/15 · 2015/16 · 2016/17 · 2017/18· 2018/19 · 2019/20 · 2020/21 · 2021/22 · 2022/23 · 2023/24 · 2024/25